# Saaristoa
Genre
Saaristoa est un genre d'araignées aranéomorphes de la famille des Linyphiidae.

## Distribution
Les espèces de ce genre se rencontrent en zone holarctique.

## Liste des espèces
Selon World Spider Catalog (version 19.0, 21/05/2018) :
- Saaristoa abnormis (Blackwall, 1841)
- Saaristoa ebinoensis (Oi, 1979)
- Saaristoa firma (O. Pickard-Cambridge, 1906)
- Saaristoa nipponica (Saito, 1984)
- Saaristoa sammamish (Levi & Levi, 1955)

## Étymologie
Ce genre est nommé en l'honneur de Michael Ilmari Saaristo.

## Publication originale
- Millidge, 1978 : The genera Saaristoa n.gen. and Metapanamomops Millidge (Araneae: Linyphiidae). Bulletin of the British Arachnological Society, vol. 4, no 3, p. 123.